# Oranda Rodríguez
María Oranda Rodríguez Toledo (1 de junio de 1970, Las Palmas de Gran Canaria) es una exjugadora española de baloncesto. 

## Trayectoria
Oranda Rodríguez formó parte una buena hornada de canteranas del CB Canarias, junto con jugadoras, que al igual que ella, acabarían siendo internacionales por España (Blanca Ares, Patricia Hernández Arencibia, y años después Rosi Sánchez). Oranda fue 20 veces internacional y fue parte del equipo español en el eurobasket 1995 que quedó en noveno lugar.